# Tula de Allende kommun
Tula de Allende är en kommun i Mexiko.   Den ligger i delstaten Hidalgo, i den sydöstra delen av landet, 70 km norr om huvudstaden Mexico City.
Följande samhällen finns i Tula de Allende:
- Tula de Allende
- El Llano
- San Miguel Vindho
- San Marcos
- Santa María Ilucan
- Monte Alegre
- La Amistad
- Colonia Sesenta y Dos
- Residencial Arboledas
- Colonia Nueva Santa María
- San Lucas Teacalco
- Xiteje de la Reforma
- El Crestón
- Colonia Benito Juárez
- La Cuarta Manzana
- Colonia el Saabi
- Tercera Manzana
- Santa María Michimaltongo
- Jardines de San Miguel
- Ejido de Acoculco
- Colonia el Recinto
- Cerrito del Tepeyac
- Praderas del Llano
- Xonthe
- La Hacienda
- El Cerrito